# سكوت ليبسكي
سكوت ليبسكي (بالإنجليزية: Scott Lipsky)‏ مواليد 14 أغسطس 1981 في ميرريك، هو لاعب كرة مضرب أمريكي بدأ مسيرته كمحترف سنة 2003 يلعب باليد اليمنى. هو أحد أبطال الجراند سلام. أعلى تصنيف له في الفردي كان المركز الـ 315 في سنة 2006.

## النهائيات

### جراند سلام

#### الزوجي المختلط: 1 (1–0)
| الحصيلة | السنة | البطولة                  | الأرضية | الشريك       | المنافس في النهائي               | النتيجة في النهائي    |
| الفوز   | 2011  | دورة رولان غاروس الدولية | ترابية  | كاسي ديلاكوا | كاترينا سريبوتنيك نيناد زيمونيتش | 7–6(8–6), 4–6, [10–7] |

## الخط الزمني للزوجي
مفتاح
| ف | ن | ن.ن | ر.ن | د# | د.م | ل | أ.أ | ت | غ | ب | ف | ذ | م.خ | ل.ت |

(ف) فاز بالبطولة (ن) وصل النهائي (ن.ن) نصف النهائي (ر.ن) ربع النهائي (د#) الأدوار الأربعة الأولى (د.م) دور المجموعات (ل) شارك في كأس ديفيز (أ.أ) خرج من الأدوار الاولى (ت) خسر التصفيات التأهيلية (غ) غاب عن الحدث أو البطولة (ب) حصل على ميدالية برونزية (ف) حصل على ميدالية فضية (ذ) حصل على ميدالية ذهبية (م.خ) بطولة الماسترز خُفضت إلى مرتبة أقل (ل.ت) البطولة لم تعقد في السنة المعينة.
لتجنب الارتباك وازدواجية الحساب، يتم تحديث هذه المعلومات إما في نهاية البطولة، أو عندما تكون مشاركة اللاعب في البطولة قد انتهت.
| الدورة                        | 2007 | 2008 | 2009 | 2010 | 2011 | 2012 | 2013 | 2014 | م.ف    | ف-خ   |
| ----------------------------- | ---- | ---- | ---- | ---- | ---- | ---- | ---- | ---- | ------ | ----- |
| دورات الجراند سلام            |      |      |      |      |      |      |      |      |        |       |
| بطولة أستراليا المفتوحة للتنس |      | د2   | د1   | د2   | د1   | ر.ن  | د1   | د1   | 0 / 7  | 5–7   |
| دورة رولان غاروس الدولية      | د1   | د2   | د1   | د2   | ر.ن  | د3   | د1   | د2   | 0 / 8  | 8–8   |
| بطولة ويمبلدون                | د3   | د1   | د2   | د1   | د2   | ر.ن  | د2   | د2   | 0 / 8  | 9–8   |
| أمريكا المفتوحة               | د1   | د1   | د1   | د1   | د1   | د3   | د1   | ن.ن  | 0 / 8  | 6–8   |
| فوز-خسارة                     | 2–3  | 2–4  | 1–4  | 2–4  | 4–4  | 10–4 | 1–4  | 6–4  | 0 / 31 | 28–31 |

## روابط خارجية
- سكوت ليبسكي على موقع رابطة محترفي التنس (الإنجليزية)
- سكوت ليبسكي على موقع الاتحاد الدولي لكرة المضرب (الإنجليزية)
- سكوت ليبسكي على موقع خلاصة التنس.كوم (الإنجليزية)
- سكوت ليبسكي على موقع إي إس بي إن.كوم (الإنجليزية)